# Demokratiese Party (1973)
De Democratiese Party (Nederlands: Democratische Partij; Engels: Democratic Party) was een Zuid-Afrikaanse politieke partij die van 1973 tot 1977 bestond. De partij was voortgekomen uit de Nasionale Party (NP).

## Geschiedenis
Theo Gerdener, auteur, voormalig parlementslid voor de Nasionale Party, senator en administrateur van Natal en van 1971 tot 1972 minister van Binnenlandse Zaken, scheidde zich van de NP af en stichtte op 17 november 1973 de Demokratiese Party (DP).p. 396 De partij streefde naar integratie van kleurlingen en Indiërs in het politieke bestel van Zuid-Afrika, dus machtsdeling met de blanken, maar bleef wel voorstander van "afzonderlijke ontwikkeling" (apartheid) van de zwarte bevolking in de bantoestans. De DP streefde naar een Zuid-Afrikaanse confederatie van twee deelstaten, een deelstaat voor blanken, kleurlingen en Indiërs en een deelstaat bestaande uit de zwarte bantoestans. De partij gold als "verligt"p. 394
Bij de parlementsverkiezingen van 1974 deed de DP mee in zeven kiesdistricten, maar wist geen enkele zetel te bemachtigen. Bij tussentijdse verkiezingen van 1975 verloor Gerdener nipt met 30 stemmen verschil van zijn tegenstander van de Verenigde Party (VP). 
De DP besloot tot samenwerking met de Verenigde Party van Sir De Villiers Graaff om een zo breed mogelijke oppositie te creëren. Op 29 juni 1977 fuseerden een deel van de VP en de DP tot de Nuwe Republiekparty (NRP). Gerdener haakte na een meningsverschil kort na de oprichting van de nieuwe partij af.p. 427